# Умберто Луїс Ск'явоні
Умбе́рто Луї́с Арту́ро Ск'яво́ні (ісп. Humberto Luis Arturo Schiavoni; нар. 10 липня 1958, Посадас) — аргентинський політик. Очолював уряд упродовж трьох днів у грудні 2001 року.